# 上杉重能
上杉 重能（うえすぎ しげよし）は、鎌倉時代末期から南北朝時代にかけての武士。足利尊氏・直義とは従兄弟である。

## 略歴
勧修寺道宏の子として誕生。後に母・加賀局の兄弟である上杉重顕・憲房の養子となる。
建武政権下では関東廂番六番の一員として鎌倉に下向。『太平記』には竹の下合戦において、偽の綸旨を作り、渋る尊氏を出陣させたとある。九州落ちにも同行した。室町幕府成立後は伊豆国守護に任命。 延元3年/建武5年/暦応元年（1338年）に出仕停止命令を受けているが、直義の執事的存在として働く。一番引付頭人や内談方頭人として活動するが高師直らと対立し、畠山直宗と協力して師直排斥を狙うも失敗した。
正平4年/貞和5年（1349年）、師直の御所巻による交渉の結果、畠山直宗と共に越前国へ流された。同年12月、配流先から百騎程の軍勢で越前国足羽荘に没落（『園太暦』貞和5年12月6日条）、殺害された（『常楽記』貞和5年12月20日条）。
義兄弟で従兄弟の上杉憲顕の子・能憲や、同じく義兄弟で従兄弟の上杉重行の子・重季を養子にしたとされている。なお、重季は通説では名前を「顕能」とされてきていたが、当時の記録に登場する実名は「重季」であり、顕能は早世した重能の実子の名前であったと考えられている。以後この流れは宅間上杉氏と呼ばれる。